# Liste der denkmalgeschützten Objekte in Magdalensberg (Gemeinde)
Die Liste der denkmalgeschützten Objekte in Magdalensberg enthält die 19 denkmalgeschützten, unbeweglichen Objekte der Gemeinde Magdalensberg.

## Denkmäler
| Foto |                 | Denkmal                                                                             | Standort                                                     | Beschreibung | Metadaten |
| ---- | --------------- | ----------------------------------------------------------------------------------- | ------------------------------------------------------------ | --- | --- |
| ja   | Datei hochladen | Schloss Freudenberg HERIS-ID: 16252 Objekt-ID: 12510                                | Freudenberg 1 Standort KG: Freudenberg                       | Nördlich der Kirche auf einem Südhang gelegen. Urkundliche Erwähnung 1553. Privatbesitz. Der nördliche viergeschoßige, kubische Bau mit zwei polygonalen Ecktürmen Anfang 16. Jahrhundert; über dem rundbogigen Eingangsportal, zu dem eine Freitreppe emporführt, Doppelwappen Seenus-Khevenhüller, Inschrift und Jahreszahl, obwohl 1535 bezeichnet, aufgrund der Besitzergeschichte erst Ende 16. Jahrhundert. Im Inneren schwere Holzbalkendecken. Der spätmittelalterliche Teil enthält einen Saal mit achteckigem Pfeiler und Spitzbogengewölbe. Kurzer Verbindungstrakt von 1860 zum südlichen 14-achsigen Barock-Trakt von 1779, zweigeschoßig, schlicht fassadiert. Schlosskapelle mit unbekanntem Patrozinium, westlich des Altbaues, urkundlich 1616 ausgeraubt und profaniert. | BDA-Hist.: Q37811022 Status: Bescheid Stand der BDA-Liste: 2025-06-30 Name: Schloss Freudenberg GstNr.: 121/2 Schloss Freudenberg (Magdalensberg) |
| ja   | Datei hochladen | Kath. Filialkirche hl. Martin HERIS-ID: 16253 Objekt-ID: 12511                      | Sankt Martin Standort KG: Freudenberg                        | Erhöht gelegen, von Friedhof und Mauer umgeben, mittelgroßer Bau mit Vorhallenturm mit Spitzhelm, 1993 Außenrestaurierung. Nördlicher Sakristeianbau und Chor mit 5/8-Schluss, letzterer mit zweistufigen Strebepfeilern; im Untergeschoß des Chores Ossarium. Maßwerk der Chorfenster 1881 erneuert. Zu dieser Zeit südliche Vorhalle errichtet. Einheitliche Steinplattleindeckung. In der südlichen Vorhalle Wandbilder von Jakob Brollo aus Gemona: Predigt Christi sowie Heilige Cyrillus und Methodius. Zwischen den Strebepfeilern der Süd-Wand vielfiguriges Wandbild, bezeichnet Der Erdenpilger, vom selben Meister. Grabstein Georg von Kulmer, gestorben 1706, und Gemahlin, gestorben 1704, an der südlichen Außenseite. | BDA-Hist.: Q37811031 Status: § 2a Stand der BDA-Liste: 2025-06-30 Name: Kath. Filialkirche hl. Martin GstNr.: 503 Filialkirche St. Martin, Magdalensberg |
| ja   | Datei hochladen | Römische Stadt auf dem Magdalensberg HERIS-ID: 111572 Objekt-ID: 129519             | Magdalensberg Standort KG: Ottmanach                         | Spätkeltisch-frührömische Siedlungsanlage mit urbanem Charakter aus der Zeit ab Mitte des 1. Jahrhunderts vor Christus bis Mitte des 1. Jahrhunderts nach Christus. Im Gipfelbereich oppidum-artige Befestigung mit dreifachem Mauerring und Toranlagen. Unter der Kirche antike Baureste vermutlich eines Heiligtums festgestellt. Im weiteren Bereich der Bergkuppe ist das Gelände über rund drei Quadratkilometer großflächig sowie punktuell verbaut. Bisher wurden als eines der Siedlungszentren ein Forum mit frührömischen Händlerbauten sowie Verwaltungsgebäuden (Praetorium) und einem römischen Kaiserkulttempel aufgedeckt. Östlich des Händlerbezirkes in Terrassenbauweise errichtete Wohnbauten und ein Werkstättenviertel für Baumetallwarenproduktion, westlich des Forums ein Gebäudekomplex mit Badeanlage, Küche und anderen Räumen freigelegt. Südöstlich davon ein sich über zwei Terrassen erstreckender Komplex großer, doppelgeschoßiger Gebäude, welche unter anderem zeitweise der Verarbeitung norischen Goldes gedient haben. Das Fundgebiet erstreckt sich über die Gemeinden Sankt Georgen und Magdalensberg.                              | BDA-Hist.: Q877620 Status: Bescheid Stand der BDA-Liste: 2025-06-30 Name: Römische Stadt auf dem Magdalensberg GstNr.: .181, 1125/3, 1126/2, 1197, 1198, 1199, 1204/2, 1224, 1215/1, 1215/2, 1216/1, 1216/4, 1216/7, 1217/1, 1219, 1220, 1230, 1231/2, 1231/3, 1245, 1246, 1248, 1249, 1250, 1255, 1256, 1257, 1258, 1259, 1263, 1264, 1265/1, 1265/2, 1266/1, 1266/2, 1267, 1268, 1269/1, 1269/2, 1270, 1271, 1274, 1275/1, 1275/2, 1276, 1277/1, 1282/1, 1483, 1484, 1485, 1486, 1487, 1489/1, 1490, 1580, 1591 Stadt auf dem Magdalensberg |
| ja   | Datei hochladen | Schloss Ottmanach HERIS-ID: 16271 Objekt-ID: 12529                                  | Ottmanach 1 Standort KG: Ottmanach                           | 1587 im Besitz des Christof vom Mooshaim, nach oftmaligem Wechsel im dritten Viertel des 18. Jahrhunderts Freiherrn von Gailberg. Großer zweigeschoßiger Bau über unregelmäßigem, hakenförmigen Grundriss unter großen Walmdächern, von Parkmauer und Gartenanlage umgeben. Fassaden stammen vom dritten Viertel des 18. Jahrhunderts mit genutetem Erdgeschoß, Pilastern und Doppelpilastern mit Kämpferkapitellen, Putzfelderrahmungen mit Parapetfeldern sowie rundbogigen und geknickten Fensterverdachungen. Im nördlichen Teil trennt ein Ost-West gerichteter, schmaler rechteckiger Hof den südlich breiten vom nördlich schmalen Teil bis zur Mitte des Schlosses; in den Hof gelangt man durch ein rundbogiges Portal mit gewölbtem Giebel. Im Hofbereich römerzeitliche Grabinschrift für T. Flavius Euphrosiunus (C 180, 14). | BDA-Hist.: Q23689563 Status: Bescheid Stand der BDA-Liste: 2025-06-30 Name: Schloss Ottmanach GstNr.: .35/1 Schloss Ottmanach |
| ja   | Datei hochladen | Pfarrhof HERIS-ID: 16277 Objekt-ID: 12535                                           | Ottmanach 2 Standort KG: Ottmanach                           | Zweigeschoßiger Barockbau mit geglätteten Fassaden, unter vorkragendem Walmdach, im Kern älter. | BDA-Hist.: Q37811608 Status: § 2a Stand der BDA-Liste: 2025-06-30 Name: Pfarrhof GstNr.: .39 Pfarrhof Ottmanach |
| ja   | Datei hochladen | Bildstock, Kuess-Kreuz HERIS-ID: 16273 Objekt-ID: 12531                             | westlich Ottmanach 38 Standort KG: Ottmanach                 | 1962 mit Freskendarstellungen der Heiligen Leonhard, Franz von Assisi und Notburga von Ria Habernig. | BDA-Hist.: Q37811499 Status: § 2a Stand der BDA-Liste: 2025-06-30 Name: Bildstock, Kuess-Kreuz GstNr.: 1558/1 Kuess-Kreuz |
| ja   | Datei hochladen | Kath. Pfarrkirche hl. Margaretha HERIS-ID: 16274 Objekt-ID: 12532                   | Standort KG: Ottmanach                                       | Am Nordrand der Ortschaft, von Friedhofsmauer umgeben (Friedhofsportal mit spätbarockem Vordach auf kräftigen Rundpfeilern). Urkundlich 1134 (neu?) errichtet und geweiht. Ursprünglich romanische Chorturmkirche, mehrfach verändert und erweitert. Spätgotisches Chorpolygon. 1995 Fassadenrestaurierung, rote Architekturpolychromie mit Eckquadern und Friesen, 18. Jahrhundert, freigelegt und teilweise rekonstruiert. | BDA-Hist.: Q19298477 Status: § 2a Stand der BDA-Liste: 2025-06-30 Name: Kath. Pfarrkirche hl. Margaretha GstNr.: .33 Pfarrkirche hl. Margaretha, Magdalensberg |
| ja   | Datei hochladen | Wolfgangskapelle HERIS-ID: 16275 Objekt-ID: 12533                                   | Ottmanach, Gipfel des Magdalensberges Standort KG: Ottmanach | Südlich vom Chor der Kirche. Vermutlich die urkundlich 1784 genannte Wolfgangskapelle bei Ottmanach. Kleiner gotischer Bau über quadratischem Grundriss und dreiseitigem östlichem Schluss; steinplattlgedecktes Spitzdach, spitzbogiges Nord-Portal und ebensolche Fenster an der östlichen Schlusswand. An der West-Wand derbes Fresko heiliger Wolfgang und Jahreszahl 1786. Im Inneren Kreuzrippengewölbe, der barocke Altar demoliert. | BDA-Hist.: Q37811534 Status: § 2a Stand der BDA-Liste: 2025-06-30 Name: Wolfgangskapelle GstNr.: .134 Gipfelkapelle Ottmanach, Magdalensberg |
| ja   | Datei hochladen | Kath. Filialkirche hll. Helena und Maria Magdalena HERIS-ID: 16276 Objekt-ID: 12534 | Ottmanach, Gipfel des Magdalensberges Standort KG: Ottmanach | Der heutige spätgotische Bau wurde 1462 von einem Meister Mothe einem älteren Bau angefügt, wobei die Fertigstellung erst Ende des 15. Jahrhunderts erfolgte. Die Kirche ist rund 27 m lang und besitzt einen Nordturm mit Pyramidendach. Der 1502 bezeichnete Hochaltar der Kirche am Gipfel des Magdalensberges zählt mit einer Höhe von 8 m zu den größten und schönsten der Kärntner Flügelaltäre. | BDA-Hist.: Q1742776 Status: § 2a Stand der BDA-Liste: 2025-06-30 Name: Kath. Filialkirche hll. Helena und Maria Magdalena GstNr.: .135 Kirche am Magdalensberg |
| ja   | Datei hochladen | Schloss Gundersdorf HERIS-ID: 16255 Objekt-ID: 12513                                | Gundersdorf 1 Standort KG: Portendorf                        | Unter dem Besitzer Anton von Dreer Mitte des 18. Jahrhunderts in die heutige Form gebracht. Derzeit Privatbesitz, Innen-Restaurierung 1973. Repräsentativer, zweigeschoßiger Bau über hufeisenförmigem Grundriss; die südliche Schauseite im Mittelteil von Arkaden durchbrochen, mit bekrönendem Dreiecksgiebel. | BDA-Hist.: Q17326080 Status: Bescheid Stand der BDA-Liste: 2025-06-30 Name: Schloss Gundersdorf GstNr.: 2 Schloss Gundersdorf |
| ja   | Datei hochladen | Schlosskapelle Hl. Dreifaltigkeit HERIS-ID: 16254 Objekt-ID: 12512                  | Portendorf 1 Standort KG: Portendorf                         | Isoliert neben dem Herrenhaus. Urkundlich 1185 geweiht, derzeit Privatbesitz; 1956 restauriert. Kleiner romanischer Bau mit drei romanischen Fenstern unterhalb des Daches; eingezogener gotischer Chor mit 5/8-Schluss und Wehrgeschoß mit Schlüsselscharten bezeichnet 1522. Westlicher Dachreiter mit Glocke von 1727 und westliches Vordach auf zwei Tuffsteinsäulen. Profiliertes Eingangsportal mit gedrücktem Spitzbogen. Flachgedecktes Schiff, spitzbogiger Triumphbogen, gratiges Rautensterngewölbe im Chor. Altar Mitte 18. Jahrhundert mit Opfergangsportalen, darüber Figuren Heilige Katharina und Nikolaus; Altarblatt Krönung Mariä in Rocaillerahmen, darüber Figur Heiliger Nikolaus. | BDA-Hist.: Q37811039 Status: Bescheid Stand der BDA-Liste: 2025-06-30 Name: Schlosskapelle Hl. Dreifaltigkeit GstNr.: 71/4 Schlosskapelle Portendorf, Magdalensberg |
| ja   | Datei hochladen | Pfarrhof HERIS-ID: 16256 Objekt-ID: 12514                                           | St. Thomaser Straße 25 Standort KG: St. Thomas               | Im Verband der Kirchhofmauer. Zweigeschoßiger barocker Bau unter Walmdach, im Kern vermutlich aus dem 16. Jahrhundert. | BDA-Hist.: Q37811057 Status: § 2a Stand der BDA-Liste: 2025-06-30 Name: Pfarrhof GstNr.: .7/1 Pfarrhof Sankt Thomas, Magdalensberg |
| ja   | Datei hochladen | Kath. Pfarrkirche hl. Thomas HERIS-ID: 16257 Objekt-ID: 12515                       | Standort KG: St. Thomas                                      | Ehemalige Wehrkirche, auf einer Hangstufe inmitten eines Friedhofes, von wenigen Häusern umgeben. Urkundlich 1306 erwähnt, einst Filiale der Propstei Maria Saal; um 1616 mit allen pfarrlichen Rechten ausgestattet, seit 1776 selbständige Pfarre. Spätgotischer Bau, der Nord-Turm (im Kern romanisch?) mit gotischen Schallfenstern und Spitzhelmgiebel. Niederer, eingezogener, dreiseitig geschlossener Chor. 1996 Neueindeckung des Turmhelmes. Abgestufte Strebepfeiler an Chor- und Schiffwänden. Südseitig Sakristeianbau; westliche Vorlaube mit Satteldach. Spätgotisch profiliertes spitzbogiges West-Portal mit Schulterbogenöffnung. Am Tympanon des West-Portals schlecht erhaltenes spätgotisches Fresko. Der ungläubige Thomas vor Christus, bei Restaurierung 1972 aufgedeckt. Südseitig barockes Wandgemälde heiliger Christophorus. Römersteine. | BDA-Hist.: Q37811076 Status: § 2a Stand der BDA-Liste: 2025-06-30 Name: Kath. Pfarrkirche hl. Thomas GstNr.: .8 Pfarrkirche hl. Thomas, Magdalensberg |
| ja   | Datei hochladen | Wallanlage Sechzigerberg HERIS-ID: 16258 Objekt-ID: 12516                           | Sechzigerberg Standort KG: St. Thomas                        | | BDA-Hist.: Q37811084 Status: § 2a Stand der BDA-Liste: 2025-06-30 Name: Wallanlage Sechzigerberg GstNr.: 413 Wallanlage Sechzigerberg |
| ja   | Datei hochladen | Kath. Pfarrkirche hl. Georg HERIS-ID: 16260 Objekt-ID: 12518                        | Standort KG: Timenitz                                        | Auf einem gegen Osten steil abfallenden Hügel, von Friedhofsmauer umgeben, das gemauerte Friedhofsportal mit gewelltem Biedermeiergiebel. Urkundlich 1217 erwähnt. Spätgotischer Bau mit Veränderungen im 19. Jahrhundert. 1991 Innenrestaurierung. 1993 Gesamtrestaurierung. Eingezogener gotischer Chor mit Strebepfeilern; nördlicher Anbau, darunter Beinhaus mit Mittelpfeiler. Südlich des Chores gotischer Turm mit Spitzhelm, spitzbogige Schallöffnungen. An südlicher Turmfassade gotisches Christophorusfresko um 1480, 1986 freigelegt. Wiederherstellung gotischer Architekturpolychromie. Großes gemauertes Vordach im Westen, erste Hälfte des 19. Jahrhunderts, auf toskanischen Säulen, gedrückte Bögen an drei Seiten, kreuzgratgewölbt. Darüber an der West-Wand Vierpassblendfelder, die Langhausfenster mit Putzrahmung. Nord-Portal vermauert. Gotisches West-Portal rundbogig profiliert. Tür mit reichen gotischen Beschlägen. Steinplattldächer. 1986 restauriert. In der südlichen Außenmauer der Kirche eine römerzeitliche Grabinschrift für den Bürgermeister von Virunum, Kohortenkommandanten und Stabsoffizier C. Viatorius (CIL III 4859). | BDA-Hist.: Q18710797 Status: § 2a Stand der BDA-Liste: 2025-06-30 Name: Kath. Pfarrkirche hl. Georg GstNr.: .17 St. Georg (Timenitz) |
| ja   | Datei hochladen | Kath. Filialkirche hl. Laurentius HERIS-ID: 16263 Objekt-ID: 12521                  | Sankt Lorenzen Standort KG: Wutschein                        | Von Friedhof umgeben. Urkundlich erwähnt 1261. In den Mauern des Langhauses gotisch, im Kern romanisch, im 18. und 19. Jahrhundert veränderter Bau mit gotischem Chor des 14. Jahrhunderts, am Chor zweistufige Strebepfeiler. Südlicher Sakristeianbau, an der West-Seite reicher spätbarocker Architekturdekor mit Eckquadern, Friesen und Fensterumrahmungen, bezeichnet 1733, 1994 Restaurierung und Rekonstruktion. Mächtiger spätgotischer West-Turm, frühes 16. Jahrhundert, nur wenig schmäler als das Langhaus, mit abgefasten spitzbogigen Schallöffnungen; erneuerter achtseitiger Spitzhelm. Westliche Vorlaube auf Pfeilern, kreuzgratgewölbt, 19. Jahrhundert. Kielbogiges spätgotisches West-Portal in das Turmerdgeschoß, in diesem spätgotisches Sterngratgewölbe, spitzbogige Arkade zum Langhaus. | BDA-Hist.: Q1413126 Status: § 2a Stand der BDA-Liste: 2025-06-30 Name: Kath. Filialkirche hl. Laurentius GstNr.: .22 Filialkirche St. Laurentius, Magdalensberg |
| ja   | Datei hochladen | Kath. Filialkirche hl. Andrä HERIS-ID: 16266 Objekt-ID: 12524                       | Rennweg Standort KG: Wutschein                               | Erhöht nördlich des Dorfes. Erste urkundliche Erwähnung 1570. 1996 erfolgte die Neueindeckung mit Lärchen-Schindeln sowie die Erneuerung der Vorhalle. Kleiner spätgotischer Bau; starker Nord-Turm mit Schindelspitzhelm und gotischen Schallfenstern, der gleich breite und hohe Chor mit dreiseitigem Chorschluss und zweiteiligen Maßwerkfenstern. Im Schiff barocke Fenster. Südlich Sakristeianbau. Große offene westliche Vorhalle mit alter bemalter Holzdecke. Spitzbogiges westliches Eingangsportal; urtümlicher Opfertisch mit Nische. An der südlichen Außenmauer der Kirche das Fragment eines römerzeitlichen Grabbaureliefs mit Darstellung eines Eros (?) mit Früchtekorb (Füllhorn) (CSIR II/4, 352). | BDA-Hist.: Q37811347 Status: § 2a Stand der BDA-Liste: 2025-06-30 Name: Kath. Filialkirche hl. Andrä GstNr.: .48 Filialkirche St. Andrä, Magdalensberg |
| ja   | Datei hochladen | Sog. Kuhdirn von Wutschein HERIS-ID: 16264 Objekt-ID: 12522                         | Wutschein 9 Standort KG: Wutschein                           | Enthauptete Sitzstatue der Landesgöttin Isis Noreia. Der abgetrennte Kopf soll in den Kellerfundamenten des südöstlich gelegenen Bauernhofes eingemauert worden sein, so dass er nicht wieder an seinen ursprünglichen Platz zurückgestellt werden konnte. Im Zuge der Christianisierung wurde den meisten Statuen des Polytheismus durch Kopf-Abschlagen deren „Kraft“ genommen. | BDA-Hist.: Q37811227 Status: Bescheid Stand der BDA-Liste: 2025-06-30 Name: Sog. Kuhdirn von Wutschein GstNr.: 428 |
| ja   | Datei hochladen | Burgruine Zeiselberg HERIS-ID: 16268 Objekt-ID: 12526                               | westlich Zeiselberg 6 Standort KG: Zeiselberg                | Urkundliche Erwähnung 1250. Bedeutende Ministerialburg auf Anhöhe oberhalb der Ortschaft Zeiselberg. Unter Albert, Sohn des Heinricus Ziesel in der zweiten Hälfte des 13. Jahrhunderts errichtet. Im Zuge der Niederschlagung eines Aufstandes gegen die Habsburger Ende des 13. Jahrhunderts belagert und zerstört. | BDA-Hist.: Q17521781 Status: Bescheid Stand der BDA-Liste: 2025-06-30 Name: Burgruine Zeiselberg GstNr.: 40 |